# Mariana Zavati Gardner
Mariana Zavati Gardner (n. 20 ianuarie 1952, Bacău), este o poetă bilingvă (în limbile română și engleză), critic literar (în ambele limbi), scriitoare și traducătoare de origine română, stabilită în Regatul Unit. Pseudonime literare folosite de-a lungul timpului sunt: Mariana Zavati, Mariana Gardner, Mariana Zavati Gardner, Iulia Bucur.

## Biografie

### Biografie timpurie, educație
Este fiica lui Constantin Zavati, colonel de infanterie (r), profesor de chimie gr. I,  fost șef de catedră, fost inspector la specialitatea chimie, și a farmacistei Iulia Bucur Zavati, farmacist principal, fostă directoare la Oficiul Farmaceutic Regional/Județean Bacău, fostă proprietară a Farmaciei de la Valea Rea, județul Bacău. Căsătorită în Anglia cu John Edward Gardner. Bunicii dinspre mamă erau răzeși, iar bunicii dinspre tată erau țărani înstăriți.
În țară a predat engleza la Iași și Bacău, iar în Anglia predă engleza, germana, spaniola și italiana la licee din comitatele Essex și Norfolk. A publicat versuri în câteva antologii, neadunate toate în volume specifice; a scris șapte plachete de versuri, articole de critică literară și recenzii de cărți și a primit numeroase premii americane și britanice pentru poezie.
În România a funcționat ca profesoară în învățământul gimnazial și liceal, apoi ca asistentă universitară, la următoarele instituții de învățămât: Liceul Metalurgic Internat Iași (1975-1976), profesoară titulară stagiară la limba engleză; Universitatea Al.I. Cuza Iași, asistentă cu jumătate de normă la curs practic de limba engleză (1975-1976); Liceul Teoretic Internat „Mihai Eminescu/ Oltea Doamna”, profesoară titulară stagiară la limba engleză (1976-1977); la Universitatea Al. I. Cuza Iași - asistentă cu jumătate de normă pentru cursurile practice de limba engleză (1975-1976). În anii următori a predat la Școala generală nr. 28 Bacău, ca profesoară titulară stagiară (1977-1978) și ca profesoară titulară cu definitivat la limba engleză (1978-1980), apoi, în 1978, la Universitatea Bacău, va preda ca asistentă titulară cu normă întreagă, la Catedra de limba și literatura engleză, lucrând cu Profesorul Universitar Dr. Leon Levițchi.
În Marea Britanie, la Comitatul Essex UK, va fi lector de limba franceză, la Universitatea Populară locală, cu jumătate de normă (1981-1986), apoi la Comitatul Essex și Comitatul Norfolk UK, ca profesoară titulară la diverse licee de stat ori particulare, având norma întreagă (1981-prezent).

### Activitate literară
Mariana Zavati Gardner a fost membră a colegiului editorial al revistei „Orizont”, a Liceului Teoretic Internat de Fete/ Colegiul National „Vasile Alecsandri”, condusă de profesorul emerit de literatura română, prozatorul Marin Cosmescu Delasabar, Bacău 1967, fiind recomandată de eminentul profesor de limba română de la Școala generală nr.5 Bacău, Voicu Ichim.
Se dedică definitiv scrierii din 2001.

## Studii
1959-1963: Școala primară de pe Strada Negel Bacău;
1963-1967: Școala generală nr.5 din Bacău;
1967-1971: A făcut studii liceale la „Colegiul Internat de fete Vasile Alecsandri“, la Bacău, absolvind examenul de bacalaureat cu media 10, în 1971.
1971-1975: A studiat engleza-franceza la „Universitatea Alexandru Ioan Cuza“ din Iași. A absolvit studiile universitare ca Master of Science in Philology double first class honours, cu media 10.
De-a lungul mai multor ani, scriitoarea și-a continuat studiile atât în țară cât și în străinătate. Mai întâi și-a susținut examenul de definitivat în învățământ (în 1978), apoi, în 1979, prin examen public, a fost numită asistenta universitară a cunoscutului Prof. univ. dr. Leon Levițchi, la Universitatea din Bacău.
În străinătate a urmat cursuri la „University of Leeds“, Marea Britanie, la „Goethe Institut Rosenheim“ (1991), Germania, și la „Ėcole Normale Supérieure Auxerre“ (1991), Franța.
A urmat, de asemenea, cursuri cu burse de studii și, în 1974, a fost solicitată pentru schimburi culturale la Universitățile: Cambridge, Oxford, Londra, Cardiff, Warwick și Nottingham din Marea Britanie, iar în 1977-1978 la Universitatea din București. În anii 1982, 1983 și 1986 a urmat cursuri cu burse de studiu la "Essex Institute of Higher Education" din Anglia, la "Leeds University", unde a obținut un "Post Graduate Certificate in Education", (1986-1987), la "Regent’s College London" (1992), apoi la "The Open University Milton Keines" (în 2006) - Creative Writing Course (îndrumător Prof. Susan C. Vittery).
Invitații la ateliere literare:
Scriitoarea a primit invitații la New Writing Partnership/ Ventures 2004, 2005, 2006, Norwich.
Mediatori: Kathryn Hughes și Tim Guest 2004, John Siddique și Katrina Porteous 2005, Susan Elderkin 2005; la University of East Anglia - Norwich / Experiment in Literature/ New Writing Worlds 2006.
Mediatori: Kapka Kassabova (Bulgaria) și Richard Wiley (USA). De asemenea, la Norwich College of Art and Design Open Poetry Readings/ Cenaclu saptaminal.
Mediator: George Szirtes .
Excursii de documentare:
1980-2007: excursii în Europa, Africa, America de Nord, Asia și Australia,
organizate de soț, Prof. John Edward Gardner, Fellow of the Royal Geographical Society.
Debut în volum
- Whispers – Poems,  Poetry Books/ Small Print, Wales UK 1998/89.

## Publicații

### Opera poetică
- Whispers, UK 1998
- The Jorney, Published by Poetry Books, UK 1999
- Watermarks,  UK 2000
- Travellers/Călătorii, 60 bilingual poems, Criterion Publishing, USA & Romania, 2001
- The Spinning Top: Snapshot Poems, UK 2001
- Pilgrims/Pelerini, bilingual poems, Editura Napoca Star, Cluj, 2002
- Bequests/Moșteniri, Editura Etnograph, Cluj-Napoca, 2003

### Traduceri
- Cerul meu de hârtie (My Paper Sky), poeme de Al. Florin Țene, Editura Tibiscus, Uzdin, Iugoslavia; poezii traduse în limba engleză cu titlul My Paper Sky - Poems, Editura “Tibiscus”, Uzdin, Iugoslavia, 2001;
- That Butterfly si Power Cut, de Fleur Adcock, poezii traduse în limba română cu titlul Acel fluture și Pana de curent, International Notebook of Poetry/ Caietele Internationale de poezie 5/2004, Norcross, GA, USA; Revista Nova Provincia Corvina RO nr. 3/2006 și nr. 6/2007;
- Cina cea fără de taină, de Al. Florin Țene, poezii traduse în limba engleză, cu titlul The Lost Mystery of the Last Supper, Editura Etnograph,Cluj-Napoca, 2006;
- Memoria alternativă, poezii-texte 1996-2005, de Ozana Budău, traduse în limba engleză cu titlul Alternative Memory, texts-poems 1996-2005, Editura Egal, Bacău, 2006;
- Poems, by Katrina Porteous (with interview), Poezii, traduse în limba română, International Notebook of Poetry/ Caietele Internationale de Poezie 7/2006, Norcross, GA, USA; Revista "Nova Provincia Corvina Hunedoara", RO., nr. 7/2006;
- Lector la volumul bilingv de poezii Ages/Vârste,, de Cecilia Moldovan, Editura Dram Art XXI, Iași, 2006;* Poezii, de Denise Riley traduse din limba engleză în limba română, Revista "Nova Provincia Corvina", Hunedoara, nr.6/2007; Revista "Vox Libri", Deva, nr. 1/2007;
- Poarta (Initierea), de Viorel Savin, piesă de teatru tradusă în limba engleză cu titlul The Gate (The Initiation), Editura Psihelp, Bacău, 2007;
- Vântul de sus, vântul de jos, de Dumitru Velea, tradusă în engleză cu titlul The Wind From the North, The Wind From the South, bun de tipar 2007.

Colaborări
Orizont, revista Liceului "Vasile Alecsandri". Membră în colegiul redacțional (1967-1971); Steagul roșu, Bacău; Ateneu - Bacău. Alma mater/Dialog ; Iasi (colegiul de redactie); Viața politehnicii - Iași; Cronica - Iași; România liberă - București; Flagrant - București; Adevărul literar și artistic, București; Jurnalul de Dâmbovița - Târgoviște; Rusidava literară - Drăgășani; Curierul de Vâlcea – Râmnicu Vâlcea; Cuget liber – Târgu Jiu; Semne - Olt; Al cincilea anotimp - Oradea; Crișana plus – Oradea ; Curierul – Cluj Napoca; Cetatea culturală – Cluj Napoca; Ardealul literar - Deva; Provincia corvină – Hunedoara; Nova Provincia Corvina – Hunedoara (colegiul de redactie); Oglinda lietrară – Focșani; Viața de pretutindeni – RO; Poezia – Iași; Echivalențe – Bacău;  Convorbiri literare – Iași; Matinal - Petroșani; Eastern Rainbow, Springboard – Norfolk, UK;  The Journal – Devon, UK; Semnalul – Toronto, Canada; Orient Express - Israel; Minimum – Tel Aviv Israel; Origini – Romanian Roots, Norcross, Georgia, SUA (colaboratoare permanentă); Our Poets – UK; Român în UK – Londra, Regatul Unit. 

## Selecție din operele publicate, inclusiv cele colective
Romane
- Miss Mariana in Black and White, roman publicat în volum, de redacția cotidianului „Daily Mail” – Central Publishing Services UK 2006.
- The Christmas Orange - roman, UK., 2007.

Volume de poezie
- Whispers, Poetry Books, ProPrint, Stibbington Cambs. UK  1998, 2 editions
- The Journey, Poetry Books, ProPrint, Stibbington Cambs.UK, 1999;
- Watermarks, Poetry Books, ProPrint, Stibbington Cambs.UK, 2000;
- Travellers/ Călători, volum bilingv Criterion Publishing, Norcross GA,, USA 2001
- The Spinning Top: Snapshot Poems, Poetry Books, ProPrint, Stibbington Cambs. UK, 2001;Ã
- Bequests/Moșteniri, volum bilingv, Editura Etnograph, Cluj-Napoca, 2003;
- Pilgrims/Pelerini, volum bilingv, Editura Napoca Star, Cluj-Napoca, 2002;
- The Remains od the Dream Catcher, Poetry Books, ProPrint, Stibbington Cambs., UK, 2002;
- Seasons, Poetry Books, ProPrint, Stibbington Cambs. UK, 2003;
- Sketches, Poetry Books, ProPrint, Stibbington Cambs. UK, 2005;
- Șoapte/Whispers, volum bilingv, Editura FIDES, Iași, 2005;
- Poezii/Poems, volum bilingv, UK, 2007.
- Vise la minut, Editura Contrafort, Craiova, 2008.

Volume colective, antologii de poezie
Poezii, Caietele Cenaclului „George Bacovia”, Mannheim D, 2000; Poezii, Caietele Cenaclului „George Bacovia”, Mannheim D, 2001; Poezii, Caietele Cenaclului „George Bacovia”, Mannheim D, 2002; Poezii, Caietele Cenaclului „George Bacovia”, Mannheim D, 2004; Between a Laugh and a Tear, Poets House, Sittingbourne Kent, UK, 1996; Light of the World, Poets House, Sittingbourne Kent, UK, 1997; The Sound of Silence, The National Library of Poetry, Owings Mills MD, USA, 1998; The Secret, The International Library of Poetry, Sittingbourne Kent, UK, 1998; Between a Laugh and a Tear, Poets House, Sittingbourne Kent, UK, 1996; Light of the World, Poets House, Sittingbourne Kent, UK, 1997; The Sound of Silence, The National Library of Poetry, Owings Mills, MD, USA 1998; The Secret of Twilight, The International Library of Poetry, Sittingbourne Kent, UK, 1998; A Blossom of Dreams, The International Library of Poetry, Sittingbourne Kent, UK/Owings Mills MD USA 1998; The Lyre's Song, The International Library of Poetry, Sittingbourne Kent, UK/Owings Mills, MD, USA, 1998; The Definitive Version, Paper Doll, Billingham Cleveland, UK, 1998; A Celebration of Poets, The International Library of Poetry, Sittingbourne Kent, UK/Owings Mills, MD, USA, 1998; Honoured Poets of 1998, The International Library of Poetry, Owings Mills, MD, USA, 1999; Last Good-byes, The National Library of Poetry, Owings Mills, MD, USA, 1999; Sunrise and Soft Mist, The International Library of Poetry, Owings Mills, MD, USA, 1999; Springboard, Peace & Freedom Press, Spalding Lincs., UK, 1999; Poezia pădurii, volumul V, Editura Orion, București, 1999; Memories of the Millennium, The International Library of Poetry, Sittingbourne, Kent, UK, 2000; Natures Orchard's, Poetry Today, Penhaligon Page Ltd., Woodston Peterborough, UK, 2000; Lifelines, Poetry Today, Penhaligon Page Ltd., Woodston Peterborough, UK, 2000; Science Frictio, Peace & Freedom, Spalding Lincs. UK, 2001; Eastern Voice, 2001, Poetry Today,Penhaligon Page Ltd., Woodston Peterborough, UK, 2001; Family Ties, Poetry Today, Penhaligon Page Ltd., Woodston Peterborough, UK, 2001; Sunkissed, Poetry Today/Reflections of Time, Penhaligon Page Ltd., Woodston Peterborough,, UK 2001; Reflections of Time, Poetry Today, Penhaligon Page Ltd., Woodston Peterborough, UK, 2002; The Best Poems and Poets of 2002, The International Library of Poetry, Owings Mills, MD, USA, 2003; Searching for Paradise, Triumph House, Peterborough UK , 2003;  Pictured Visions Poetry Now, Peterborough UK 2003; Poetical Reflections, Poetry Now, Peterborough, UK, 2003; Wathers of the Heart, Poetry Now, Peterborough, UK, 2003; The Best Poems and Poets of 2004, The International Library of Poetry, Owings Mills, MD, USA, 2005; International Notebook of Poetry/Caietele internaționale de poezie; 1/2000, 2/2001, 3/2002, 4/2003, 5/2004, 6/2005, 7/2006, 8/2007, Norcross, GA, USA; Journal of the America Romanian Academy of Arts and Sciences", No 23-24, Editura ARA, Chicago, USA, 1999, No. 25-27, Editura Alma Mater, Sibiu, 2002 (membră ARA Journal Editorial Board), No. 29 Editura Alma Mater, Sibiu, 2004; The Best Poems and Poets of 2005, the International Library of Poetry, Owings Mills, MD, USA, 2006; Celebrations – 15 Years of The People’s Poetry Anchor Books, Peterborough, UK, 2006; Daily Reflections, Triumph House, Peterborough, UK, 2006; Body and Soul, United Press Ltd., UK, 2006; My Small World, United Press Ltd., UK, 2006; Natural Beauty, United Press Ltd., UK, 2006; A Poem for Every Occasion, Anchor Books, Peterborough, UK, 2006; Inspired Worlds, Poetry Now, Peterborough, UK, 2006; Poppy Fields, Forward Press, UK, 2007; East England Poets, Poetry Now, Peterborough, 2006; Our Poets, 134/ 2007, 135/ 2007, UK, 2007; Spotlight Poets Anthologies centre Stage, Forward Press Ltd., Peterborough, UK, 2003; Give a Little Time, Forward Press Ltd., Peterborough, UK, 2003; Time Standing Still, Forward Press Ltd., Peterborough, UK, 2004; Daydream Believer, Forward Press Ltd., Peterborough, UK, 2004; Journey Through Life, Forward Press Ltd., Peterborough, UK, 2004; Suneshine Through the Rain, Forward Press Ltd., Peterborough, UK, 2004; The Way of Life, Forward Press Ltd., Peterborough, UK, 2005; Daily Reflections, Triumph House, Peterborough, UK, 2005; Celebrations – 15 Years of The People’s Poetry, Forward Press Editors, Peterborough, UK, 2005; Winddows to the World, Remus House, Peterborough, UK, 2006; Eastern England Poets, Poetry Now, Peterborough, UK, 2006; Inspired Worlds, Poetry Now, Peterborough, UK, 2006; A Poem for Every Occasion, Anchor Books, Peterborough, UK, 2006; Midlands & East Anglia Poets, Poetry Now, Peterborough, UK, 2007; Poppy Field, Poetry Now, Peterborough, UK, 2007; Count Our Blessings, Forward Press, Peterborough, 2007; United Press Anthologies - poezii: Body and Soul 2005; Flight of Fancy 2006; My Small World 2006; Natural Beauty 2006; The Thought That Counts 2006; Home Thoughts 2007, Tranquil Moments 2007.  
Proza din reviste literare
Am fost ca într-o familie, narațiune publicată în Revista „Orizont,” 
nr.18 aniversar, 1996, Bacău, 1996;  Am fost ca într-o familie, narațiune publicată în Noi, copiii străzii Leca, vol. III, de Dr Iulius Iancu, Editura Minimum Israel, 2003; Un oraș fără capăt, narațiune publicată în Noi, copiii străzii Leca, vol. III, de Dr. Iulius Iancu, Editura Minimum Israel 2003; No.1 Police House, povestire publicată în The Unexplained, New Fiction, Peterborough UK 2004; Casa de la numărul 1, povestire publicată în revista Ardealul literar, nr.3, 2004, Deva, 2004; The Bees, povestire publicată în Mysteries of the World, New Fiction, Peterborough, UK, 2004; Grădina cu stupi, povestire publicată în revista „Ateneu”, nr.5/ 2004, Bacău, 2004; The Sweets, povestire publicată în „Tales with a Twist”, New Fiction, Peterborough, UK, 2004; Străzile Bacăului 2003, narațiune publicată în Noi, copii străzii Leca, vol. IV, de Dr. Iulius Iancu, Editura Minimum Israel, 2004; Maria's Cats, povestire publicată în The Unforgettable, New Fiction, Peterborough, UK, 2004; Pisicile Mariei, povestire publicată în revista „Ardealul literar”, nr.1/2005, Deva, 2005; Costel's Day, povestire publicată în „Echos of the Wind”, New Fiction, Peterborough, UK, 2005;
My Mother's Street, povestire publicată în „Life's Scribes Dawn”, New Fiction, Peterborough, UK, 2006; Silvia Ghervescu - in memoriam; Mariana  Gardner Zavati. Adânc în sufletul meu; Beatrice Răileanu - o mare Doamnă rafinată; Figuri distinse de pe vremuri, Maria Ioachim - muzicalitatea accentului, articole publicate în „Ani, Chipuri si Voci - Monografie a Colegiului National „Vasile Alecsandri”, 1921-2006, editor Preda Marin, Bacău, 2006; Who's Who the Cook in Your House?, Forward Press Peterborough, UK, 2007.

Manuale didactice
Cahiers d'ėpreuves: materiale originale de testare în limba franceză pentru primul an de studiu la liceu, OBHS – Norfolk UK 1991;
French for Middle Schools: cartea elevului, cartea profesorului, video și carduri ilustrate – (cu grup de profesori colaboratori, format din Mary Ann Massey, Mariana Gardner, Nicole Inch, Trish O’Brien, Jayne Melhuish, Sophie Dyonet, David Rey, Norwich Teachers’ Centre), Norfolk, UK, 1992.
Creații originale traduse în alte limbi
Scrierile autoarei sunt bilingve: română-engleză și engleză-română.

Premii și distincții literare
Editor’s Choice Award: The International Society of Poets UK 1996;
Editor’s Choice Award: The International Library of Poetry UK 1997;
Editor’s Choice Award: The National Library of Poetry UK 1998;
The 3rd Prize and The Bronze Medal: The North American Open Poetry Competition USA 1998;
The American Romanian Academy Award: The American Romanian Academy of Arts and Sciences USA/Canada 2001;
The „Ionel Jianu” Award for Arts: The American Academy of Arts and Sciences USA/Canada 2001; Editor’s Choice Award: The International Library of Poetry USA 2003;
Absolvenți Magna cum laude – Mariana Zavati Gardner: recital de poezie și interpretări din poezii, simpozion realizat de profesoarele Maria Crețu, Elena Bostan și Margareta Galinescu cu participarea criticului literar Cornel Galben pentru Revista „Ateneu” și a elevelor Teodora Mutica, Anca Platon, Mihaela Popolan, Oana Ștefan, Ioana Popa, Aurora Bilbie, Paula Diac, Alexandra Gavriliu pentru Zilele Colegiului National „Vasile Alecsandri”, Editia a VIII-a Bacău, 2-6 iunie 2003;
Prezentarea carților poetei Mariana Zavati Gardner: prezentare realizată de scriitorul Al. Florin Țene la Cenaclul Literar Vasile Sav – întâlniri organizate de Primăria Cluj Napoca, 17 februarie 2005 și 21 septembrie 2005;
Diploma și omagiere la Aniversarea Festivă a 85 de ani de la Fondarea     Colegiului National „Vasile Alecsandri”, Bacău, 20-24 noiembrie 2006.

Referințe critice selective în periodice
Marin Cosmescu Delasabar în revista „Orizont”, nr.18/1996; Editorii „România liberă”, 21 august 1997 (anunț editorial); Al. Florin Țene Flagrant nr.42/ 1997; Al. Florin Țene, „Semne”, nr. 11-12/1997; Ionuț Țene, Al. Florin Țene „Al cincilea anotimp”, februarie 1998; Radu Marina „Al cincilea anotimp” nr.12/1998; Aleksandra Gruzinska ARA Newsletter USA vol.9 – nr.2/1998; Petre Gheorghe Bârlea, „Jurnalul de Dâmbovița”, nr.555/1998; Petre Gheorghe Bârlea, în „Târgoviștea” nr.1/1998; Roxana Magdalena Bârlea Am fost ca într-o familie, „Târgoviștea” nr.2-3/1998; Editorii „Adevărul literar și artistic” nr.435/1998; Aleksandra Gruzinska în  „ARA Newsletter”, USA, vol.11- fall/1999 ;                                   George Băjenaru -  „Meridianul românesc”, USA, nr.123/1999; Eugen Budău. în Viața băcăuană, nr.216/2000; Miron Blaga „al cincilea anotimp”, nr.4/2000; Editorii „Ateneu”, ianuarie/2000: Eugen Budău, „Ateneu”, martie/ 2000, Dr. Iulius Iancu „Viața noastră”, Israel, nr.15/2000, Al. Florin Țene „Curierul Cluj-Napoca”, nr.280/2000; Dr. Iulius Iancu în „Semnalul”, din Canada, nr.64/2000, Lenuța Câmpean, Beniamin Pascu, „Poștașul”, nr.112/2000; Editorii „Bună dimineața, Israel”, Internet Newsletter nr. 75-78/2000; Editorii „Minimum”, Israel, decembrie/2000; Al. Florin Țene „Curierul Cluj-Napoca”, nr.322/2001; Editorii „Ateneu”, nr.5/2001; Constantin Cubleșan, „Cetatea culturală Cluj-Napoca”, nr.8/2001; Al. Florin Țene „Ateneu”, nr.10/2001; Gheorghe Barlea, în „Litere”, nr.10/2001; Al. Florin Țene „Curierul Cluj-Napoca”, nr.369/2001; Editorii „România literară”, nr.34/2001 (anunt editorial); George Băjenaru, în „Meridianul românesc”, nr.217/2001; Dr. Iulius Iancu, „Minimum”, nr.187/2002; Grigore Grigorescu, „Literatura și arta”, Republica Moldova nr.31/2002; Ioana Parava „Ateneu”, 2 octombrie 2002; Al. Florin Țene „Orient latin”, nr.2/2002; Al. Florin Țene în „Fundația culturală Sarmisegetusa” – Cluj-Napoca, 2002; Al. Florin Țene „Curierul Cluj-Napoca”, nr.369/2002; Al Florin Țene „Poștasul”, nr.161/2002; Editorii „Ateneu”, nr.6/2002; Alexandru Sfarlea „al cincilea anotimp” nr.2-3/2002; Al. Florin Țene „Ateneu”, iunie 2002; Editorii „Ateneu”, martie 2003; Lucian Hetco; www.agero-stuttgart.de/globalnews.poezie.htm; Editorii „România literară”, nr.20/2003 (anunt editorial); Marius Mircu „Ultima oră”, Israel, 13 iunie/2003; Editorii „Ateneu”, iunie/2003; Editorii „România literară”, nr.30/2003 (anunt editorial); Cornel Galben, „Ateneu”, iulie/2003; Ioan Danilă în „Echivalența”, Editura „Egal” nr. 1-4/2004 Bacău; Dr. Vasile Sporici/ Vlad Sorianu „Ateneu”, mai 2004; Alexandru Mirodan Revista „Minimum”,  nr.211/ octombrie 2004; Ion Cristofor Revista „Origini - Romanian Roots”, nr. 1-2-3/ 2005; V. Roșianu, în „Adevărul de Cluj”, nr.4532, 24-25 septembrie 2005; Gina Sebastian Alcalay, în revista „Minimum”, nr.223, octombrie, 2005; Editorii „Ateneu”, nr.10/ octombrie 2005 (anunt editorial); Eugen Evu, „Viața de pretutindeni”, Arad, oct.-dec. 2005; Dr Iulius Iancu în „Orient Expres”, 5 dec. 2005; Lisa D’Onofrio - „Creative Arts East Newsletter”,  Norwich Winter, 2005-2006; Editorii de la „Adevărul de Cluj”, nr.4660, 25-26 feb. 2006; Gina Sebastian Alcalay „Minimum”, nr.230/ mai 2006 Israel; Uniunea Scriitorilor „România literară”, nr.25/ iunie 2006; Editorii „Ateneu”, nr.43/ iulie 2006; Alexandru Florin Țene „Viața de pretutindeni”, Arad,oct.-nov. 2006; Editorii de la „Adevărul de Cluj”, nr.4907/ dec. 2006; Eugen Evu: www.agero-stuttgart.de/globalnews.poezie.htm 2007; Gina Sebastian Alcalay Nova Provincia Corvina, nr.6/ martie 2007; Hunedoara; Dumitru Velea, „Matinal”, nr.4897/ 11-12 august 2007, nr.4905, 21 august 2007, Petroșani.  Același poet, critic și dramaturg, Dumitru Velea, în studiul „Mariana Zavati Gardner, poeta călătoriei”, sintetizează:  «Volumul „Travellers / Călători” cuprinde in nuce multiple sensuri ale călătoriei și ale omului călător, așezate antinomic. Unde și încotro merg călătorii Marianei Zavati Gardner? Spre o regăsire de sine, unii; spre o rătăcire de sine, alții. Unde și încotro călătorește lumea cu oameni cu tot? O parte spre integralitate; o parte spre destrucție. Unii au nevoie de corăbii și mări, de bidivii și magici potcovari; alții de vehicule luxoase, sunt „fără identitate”, participanți la „jocul întâmplării”». Vezi Dumitru Velea, „Agora literară”, Cluj-Napoca nr.1, 2008, și Dumitru Velea „Matinal”, Petroșani nr.5079, 19 martie 2008, nr.5080; 20 martie 2008; nr. 5081, 21 martie 2008. 
Referințe critice selective în volume
- Publicațiile periodice băcăuane (1867-1967}, studiu critic, de Gheorghe Pătrar, Editura Municipală Bacău,1967;
- Revista Orizont a Liceului Teoretic "Vasile Alecsandri", Bacău, 75 de ani: 1921-1996, articolul prof. emerit Marin Cosmescu Delasabar, editura  Argus/Grafika Print, Bacău,, 1996;
- Liceul „Vasile Alcsandri” Bacau: Studiu monografic de Profesor emerit Marin Cosmescu Delasabar, S.C. Deșteptarea S.A., Bacau/1996;
- Cititor în exilul creator, de George Băjenaru, Editura Danubius, București, 2001;
- Noi, copii străzii Leca, de Dr Iulius Iancu, vol.III, Editura Minimum Israel, 2003;
- Marius Mircu văzut de...Marius Mircu, Editura Glob Bat Yam Israel, Ion Prelipcean, Horodinc de Jos/2003;
- Caietele Cenaclului George Bacovia, Editura „Constantin I. Bucur”, Mannheim – Germania, august 2000, octombrie 2000, mai 2001, mai 2004, septembrie 2004;
- Dictionary of International Biographies, UK Editions (Edițiile: 1999, 2000, 2003, 2004, 2005, 2006, 2007, 2008);
- Who's Who in Poetry and Poets, Encyclopaedia UK Edition 2001/2002;
- International Who's Who in Poetry, Encyclopaedia UK Edition 2003, 2004, 2005, 2006, 2007;
- The International Who's Who 2007, UK Edition;
- Who's Who in the 21st Century: Outstanding Europeans of the 21st Century, UK Edition 2003;
- Bacăul literar, de Eugen Budău, Editura Universitas XXI, Iași, 2004;
- Cartea care m-a ținut în viață, de Eugen Budău, Editura „SAM”, Bacău, 2005;
- Literatura ca mod de viață de Petrica Birău, Editura Eurograph, Cluj-Napoca RO 2005;
- Ani, Chipuri, Voci/1921 - 2006, Monografia Colegiul Național „Vasile Alecsandri”, editor Preda Marin, Bacău, 2006;
- Dicționarul Biografic al Literaturii Române, de Aurel Sasu, vol.II (M-Z),  Editura Paralela 45, Pitești, 2006; www.europa@informa.com ;
- Eugen Evu - www.agero-stuttgart.de/globalnews.poezie.htm .

Uniunile de creație din care face parte autoarea
Mariana Zavati Gardner este membră a Academiei Româno-Americană de Arte și Științe (ARA), a  LiterArt XXI: The International Association of Romanian Writers and Artist USA și a The International Society of Poets USA.
Autoarea figurează în mai multe dicționare biografice din Marea Britanie. De asemenea, este membră a Uniunii Scriitorilor din România; membră a The Royal Society of Literature UK; membră a Academiei ARA - Academia Româno-Americană de Arte și Științe= The American Romanian Academy of Arts and Science, USA/Canada; membră a LiterArt XXI/ The International Association of Romanian Writers and Artists, USA; membră a Societăților: The Poetry Society UK; The Poetry Society of the Open University UK; The National Geographic Society USA; Societatea Scriitorilor Ardeleni "Costache Negri"; Liga Scriitorilor Români.
Legături externe
- Pe Internet: www.poetry.com., www.agero-stuttgart.de, globalnews.poezie.htm, www.origini.go.ro, www.meca.polymtl.ca, www.unitedpress.co.uk, www.wikipedia.ro,  www.europa@informa.com, www.oupoets.org.uk.
- Poezii incluse în programe de radio: Peace and Freedom - 90 minutes of music, poetry reviews, news chat and mayhem, presented by Paul Rance, Andrew Bruce and Andrew Savage, Spalding Lincs. UK, iunie, iulie, august 1998.
- Volume în manuscris și volume în curs de apariție la diverse edituri: Poems -  poezii, 2007;   The School Exchange, în lucru; Australian Diary (jurnal australian de călătorie), în curs de publicare.